# Friedrich Gottlob Schulze

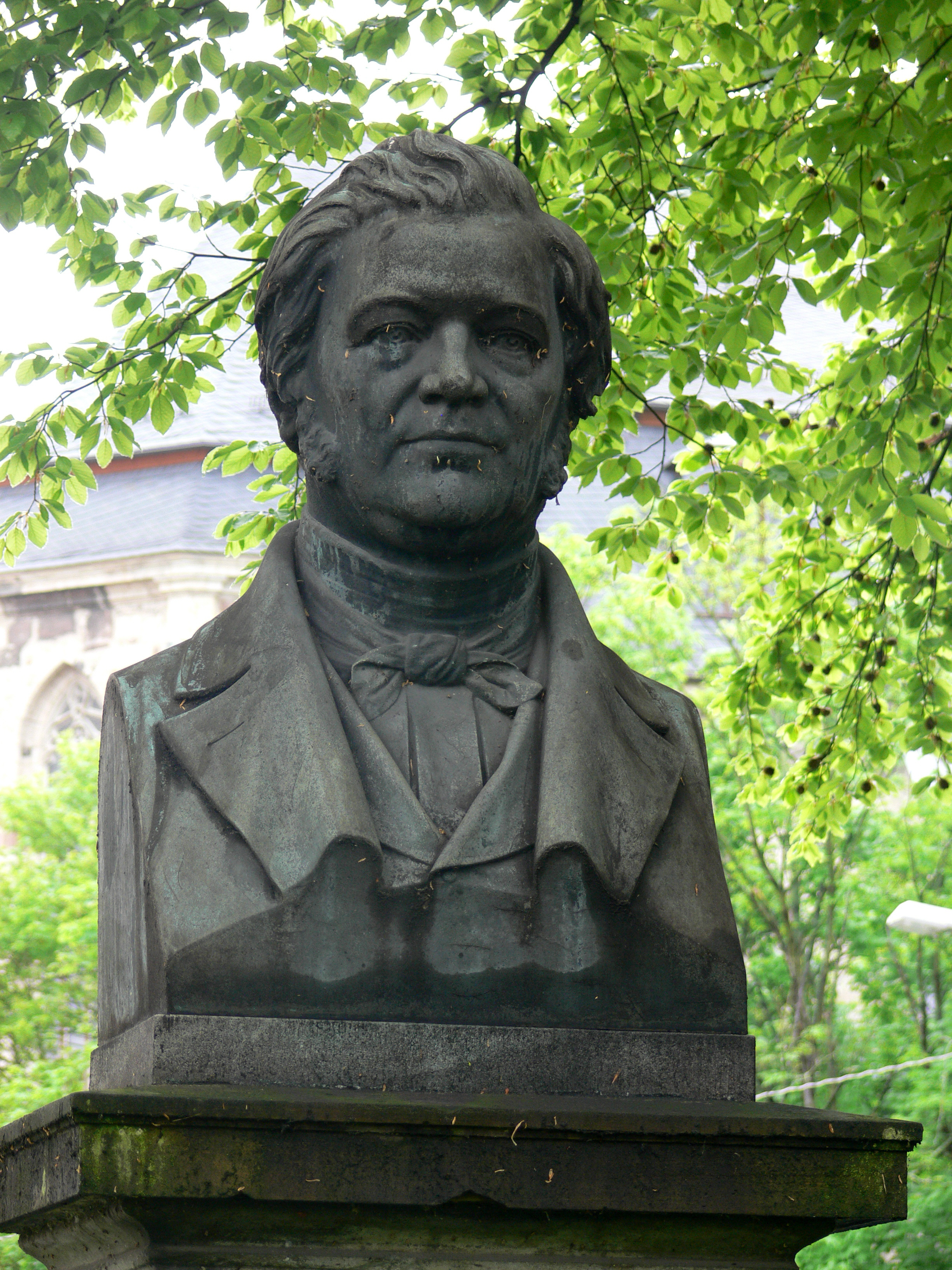
Friedrich-Gottlob-Schulze-Denkmal am Fürstengraben in Jena, Detail

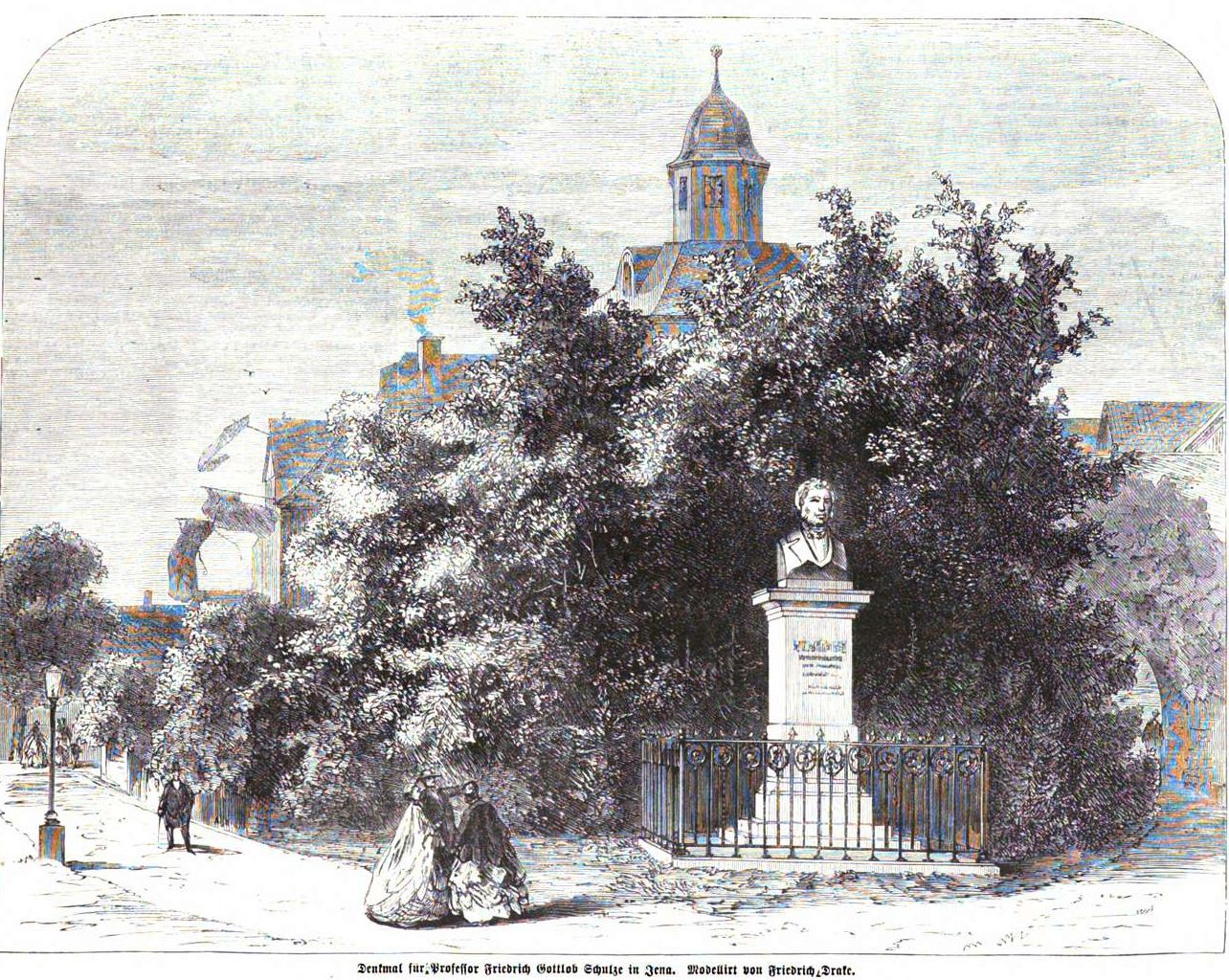
Das Denkmal für Friedrich Gottlob Schulze in Jena, 1867.

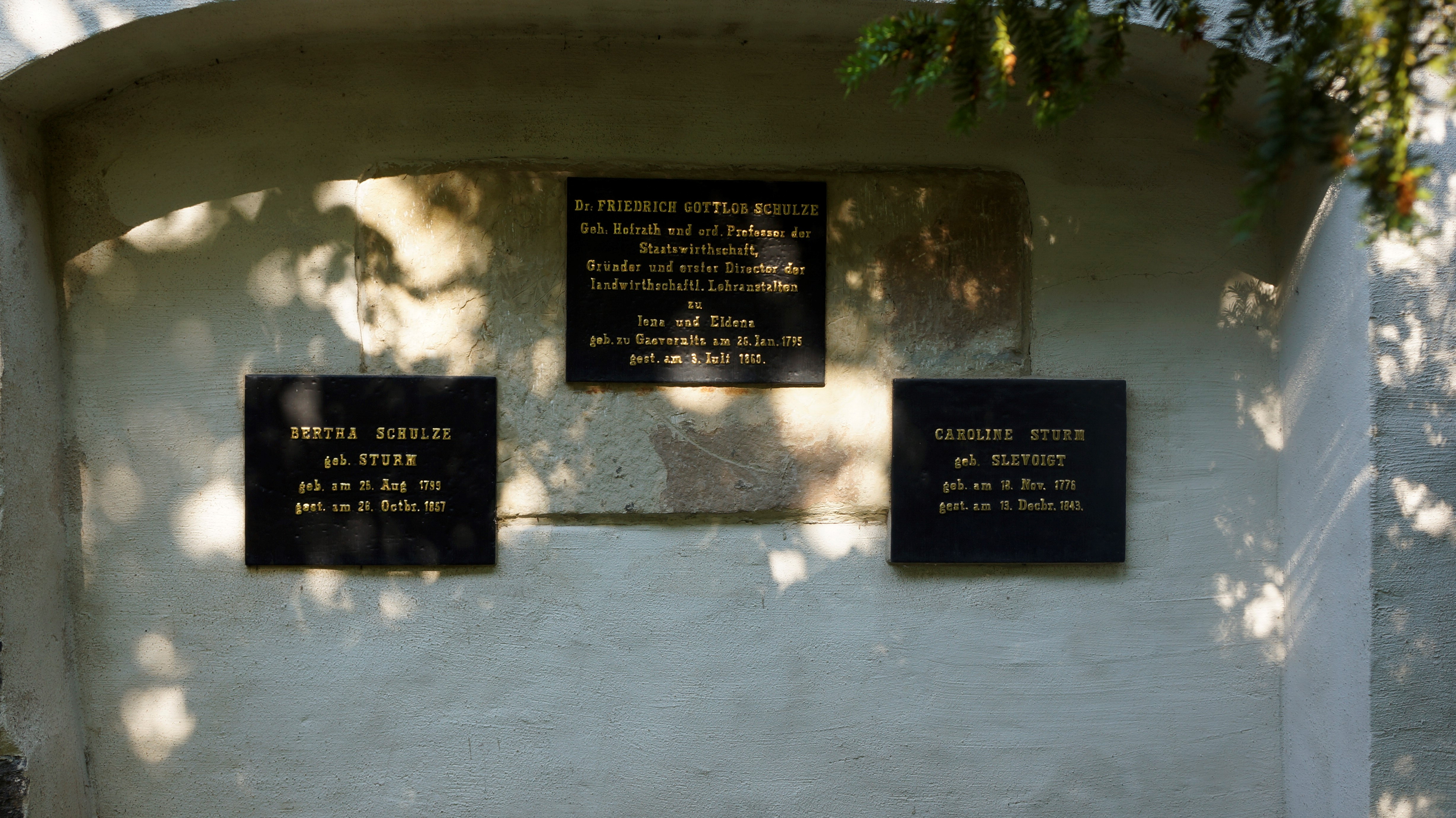
Grabstätte Gottlob Friedrich Schulze und Angehörige, Jenaer Johannisfriedhof

Friedrich Gottlob Schulze (* 28. Januar 1795 in Obergävernitz bei Meißen; † 3. Juli 1860 in Jena), auch Schulze-Gävernitz genannt, war ein deutscher Professor, Nationalökonom und Landwirt.

## Leben
Er war der einzige Sohn des sächsischen Gutsbesitzers Johann Gottlob Schulze. Sein Vater besaß die Güter Obergävernitz und Görisch und hatte seinen Sohn eigentlich für eine Karriere im Staatsdienst vorgesehen.
Schulze besuchte die Lateinschule in Großenhain, danach die Landesschule Schulpforte, studierte in Leipzig und Jena, begann dann eine Landwirtschaftslehre, nahm 1816 an einem Sommerkurs im Landwirtschaftlichen Institut Tiefurt teil, studierte im Wintersemester 1816/17 an der Universität Jena, wurde 1817 Oberverwalter der drei Kammergüter Oberweimar, Lützendorf und Tiefurt, kehrte nach Jena zurück, promovierte hier 1819 zum Dr. phil., wurde Privatdozent, habilitierte sich 1820 und wurde daraufhin 1821 zum außerordentlichen Professor ernannt. 1826 habilitierte er sich mit einer weiteren Arbeit und wurde ordentlicher Professor für Staats- und Cameralwissenschaften. Im gleichen Jahr gründete er eine Anstalt zur Ausbildung angehender Landwirte und Kameralisten. 1834 folgte er einem Ruf an die Universität Greifswald und gründete von dort aus 1835 in Eldena die Landwirtschaftliche Akademie. 1839 kehrte er aber nach Jena zurück, wo er das landwirtschaftliche Institut weiter führte. Dort gab er 1850 auch den Anstoß zur Gründung der studentischen Verbindung Agronomia, die sich u. a. in Fragen der Sittlichkeit von den anderen Studentenverbindungen abhob. Nach Schulzes Tod übernahm die Weimarer Regierung das Institut unter dem Namen Großherzoglich-Sächsische Lehranstalt für Landwirte und ordnete es der Universität Jena zu, 1901 wurde es das Landwirtschaftliche Institut der Universität Jena.
Von 1826 bis 1856 sind in den beiden Einrichtungen unter der Leitung von Schulze 1071 Personen (dar. 947 Landwirte) ausgebildet worden.
Er heiratet im Jahr 1823 Bertha Sturm (1799–1857), die Tochter des Stadtphysikus von Eisenach Benjamin Christian Gottlieb Sturm († 1813) sowie Pflegetochter des Professors Johann Jakob Griesbach (1745–1812) und der Friedrike Juliane Schütz (1758–1836). Sein Sohn war der Staatsrechtslehrer Hermann von Schulze-Gävernitz, sein Enkel der Nationalökonom und Politiker Gerhart von Schulze-Gaevernitz. Der Professor Karl Christian Gottlob Sturm war der Onkel seiner Frau.

## Ehrenamt
- 1830 Gründer und langjähriger Vorsteher des landwirtschaftlichen Vereins zu Zwätzen bei Jena
- 1837 Mitgründer und Vorsteher der (großen) Wanderversammlung der deutschen Land- und Forstwirte
- 1838 Mitgründer und Vorsteher des Baltischen Vereins zur Beförderung der Landwirtschaft
- 1842 Mitgründer und langjähriger Vorsteher des Thüringischen Vereins für Wanderversammlungen der Landwirte
- 1856 Gründer der Wehrli-Schule, ab 1858 Ackerbauschule zu Zwätzen
- Mitglied der Kommission zur Abnahme der Prüfungen für das höhere Verwaltungsfach
- Mitglied des akademischen Rates der Gesamtuniversität Jena
- 1843 und 1853 Prorektor ebenda
- Wintersemester 1854 Rektor ebenda

## Ehrungen
- 1839 Großherzoglich-Sächsischer Hofrat
- 1843 Herzoglich-Altenburgischer geheimer Hofrat
- 1851 Ritter der ersten Klasse des Hausordens der Wachsamkeit oder vom weißen Falken (Großherzogtum S.-Weimar)
- 1851 Ritterkreuz des Herzoglich-Ernestinischen Hausordens
- 1851 Ehrendiplom der königlichen Akademie der Wissenschaften zu Erfurt
- 2021 Verleihung des Ehrennamens „Friedrich Gottlob Schulze“ an die Fachschule für Agrarwirtschaft in Stadtroda

## Werke (Auswahl)
- De aratri Romani forma et compositione. Diss. Phil. Fak. Jena. Pro Venia Legendi, Jena 1819/20
- De ordine, ex quo Romani agros coluerunt. Habil.-Schrift Jena 1826, Jenae 1829
- Über Wesen und Studium der Wirtschaftswissenschaften, Jena 1826
- Geschichtliche Mittheilungen über das akademische Studium und Leben auf dem landwirthschaftlichen Institute zu Jena in den Jahren 1826–1934 und 1839–1958, wie auch auf der k. pr. staats- und landwirthschaftlichen Akademie Eldena in den Jahren 1834–1839. Eine Festgabe zu der dreihundertjährigen Stiftungsfeier der Universität Jena. Jena 1858 (Google Books).
- Deutsche Blätter für Landwirtschaft und Nationalökonomie, Jena und Leipzig 1843–1859, 2 Bde.
- Nationalökonomie oder Volkswirtschaftslehre, vornehmlich für Land-, Forst- und Staatswirte, Leipzig 1856 (Google Books).